# Архиепископ Тиранский, Дурресский и всей Албании
Архиепископ Тиранский, Дурресский и всей Албании (алб. Kryepiskop i Tiranës, Durrësit dhe i gjithë Shqipërisë, греч. Αρχιεπίσκοπος Τιράνων, Δυρραχίου και πάσης Αλβανίας) — официальный титул предстоятеля Албанской Православной Церкви. Церковная власть архиепископа распространяется только на территорию Албании.

## История создания
Титул тесно связан с историей обретения автокефалии Албанской православной церковью. 28 ноября 1921 года архимандрит Виссарион Джувани после литургии в честь 9-летия независимости Албании объявил от лица священников и Тиранского православного старейшинства о решении создать самоуправляемую православную церковь Албании, взывая к собранию Всеправославного собора. Данное решение было поддержано всеми присутствующими на литургии верующими, и в этот же день правительство Албании подписало декларацию, признающую Албанскую православную церковь автокефальной. За придание Албанской православной церкви статуса автокефальной также выступал самопровозглашенный епископ Феофан Ноли, который через 11 дней после литургии Джувани провел литургию в городской кафедре в Корче, после нее объявив, что он собирается укреплять положение Албанской православной церкви. После этого Ноли встретился с сопротивлением со стороны парламентариев, исповедовавших православие, таких как Агатоклис Дживони, Кочо Таси и Сотир Печи. Сотир Печи считал, что вопросы об автокефалии Албанской православной церкви должны быть согласованы с православными парламентариями, после чего должен был случиться съезд православных, который выбрал бы двух епископов, которые, в свою очередь, должным образом бы рукоположили Ноли, после чего последний смог бы стать архиепископом. После Бератского конгресса, проходившего с 11 по 17 сентября 1922, Албанская православная церковь была признана автокефальной представителями, присутстсвовашими на этом конгрессе. В конце концов, 20 февраля 1929 архимандрит Виссарион Джувани был посвящен в архиепископы, и так титул существует по сей день.

## Носители титула
| Имя       | Портрет | Период занятия поста             | Имя в миру           |
| --------- | ------- | -------------------------------- | -------------------- |
| Виссарион |         | 20 февраля 1929 — 26 мая 1937    | Висар Джувани        |
| Христофор |         | 12 апреля 1937 — 25 августа 1949 | Сотир Кисси          |
| Паисий    |         | 25 августа 1949 — 4 марта 1966   | Пашко Водица         |
| Дамиан    |         | 7 марта 1966 — 18 октября 1973   | Димитер Коконеши     |
| Анастасий |         | 2 августа 1992 — 25 января 2025  | Анастасиос Яннулатос |
| Иоанн     |         | С 16 марта 2025 года             | Фатмир Пелюши        |